# Влодава
Влода́ва (Владава) (пол. Włodawa; укр. Володава; бел. Ўладава) — город и гмина во Влодавском повяте Люблинского воеводства Польши. Стоит у слияния Влодавки и Западного Буга близ границы с Белоруссией. Влодавский повят граничит и с Белоруссией, и с Украиной.

## Достопримечательности
- Барочный костёл св. Людовика,

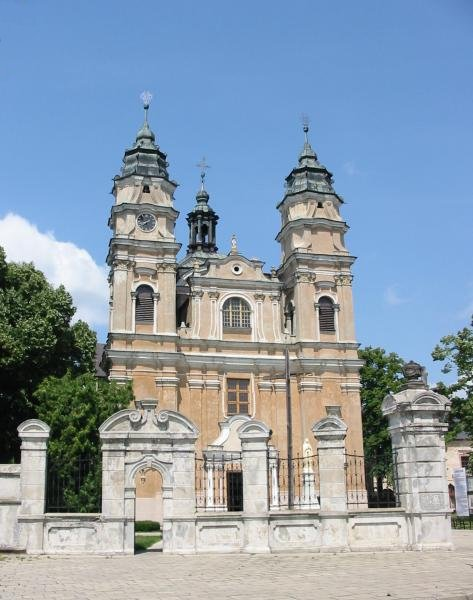
Костёл Святого Людовика во Влодаве

- Православная церковь Рождества Пресвятой Богородицы,
- Синагога, построенная в 1764.
- Два еврейских кладбища.

## История
Впервые упоминается в 1242 в составе Галицко-Волынского княжества, когда до этого места дошли отряды двух военачальников хана Батыя во втором походе на Русь. Во Влодаве, которая сейчас находится на стыке трёх стран, на протяжении веков жили украинцы, но от 60 % до 70 % населения до Холокоста составляли евреи. При нацизме многие влодавские евреи были уничтожены в концлагере Собибор, а памятниками с еврейского кладбища мостили дороги. Диаспора влодавских евреев ныне рассеяна по всему свету. В наше время во Влодаве ежегодно проводится фестиваль трёх культур (польской, еврейской и православной украинской).

## Синагога во Влодаве

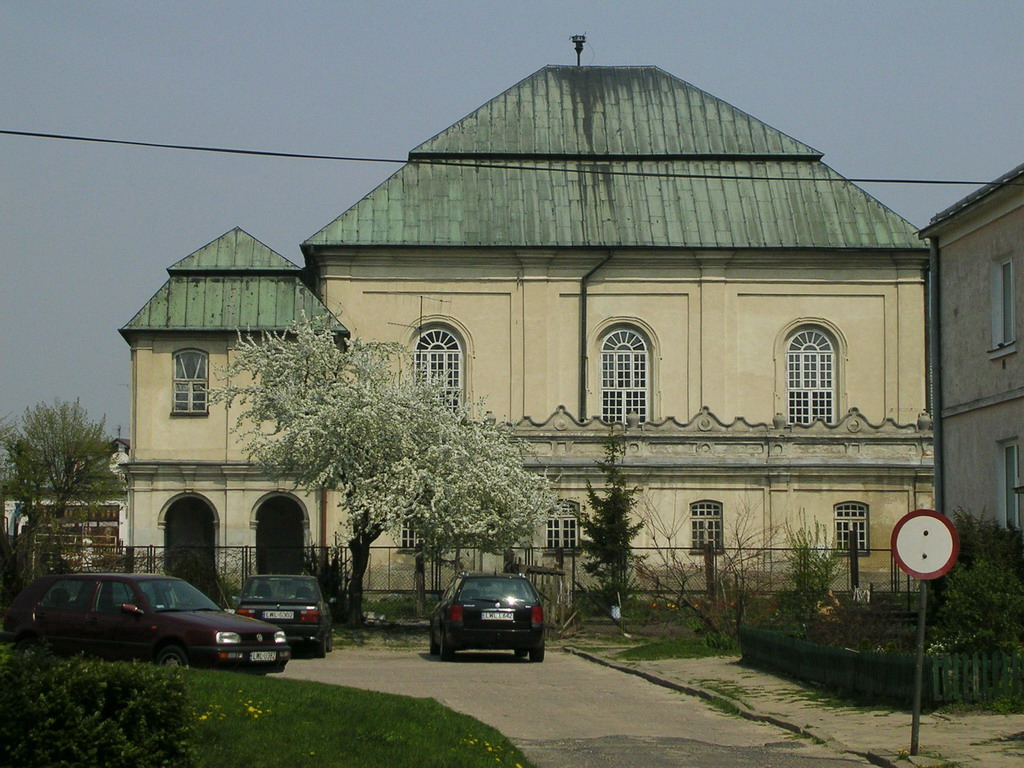
Большая синагога (1764 г.)
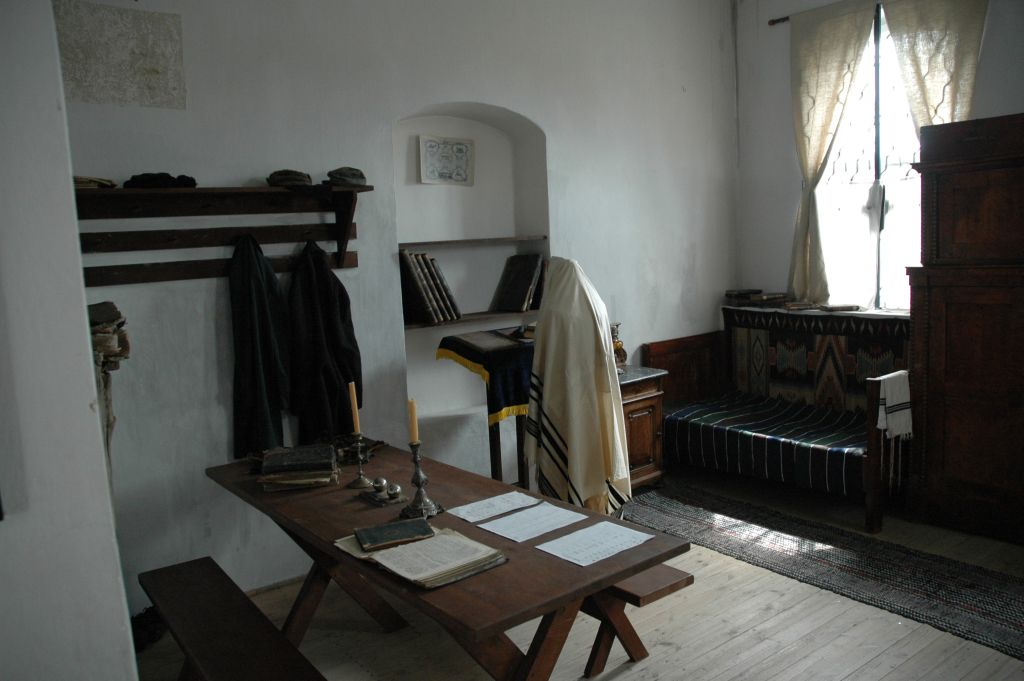
Комната меламеда
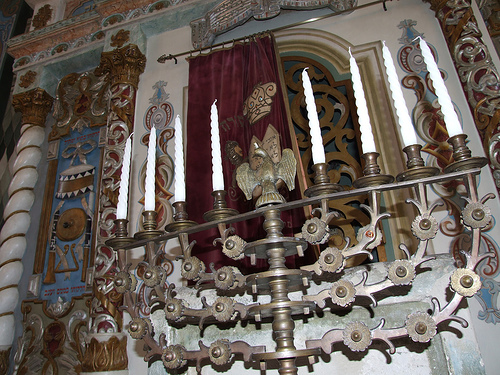
Ханукия перед Ароном кодеш
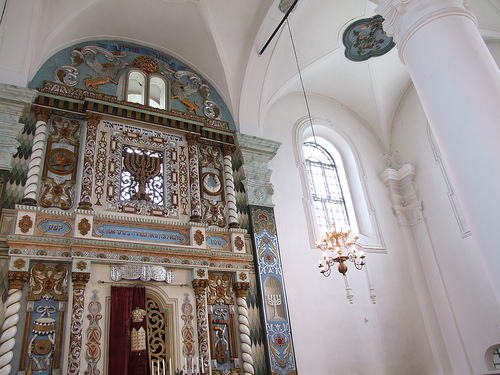
Арон кодеш
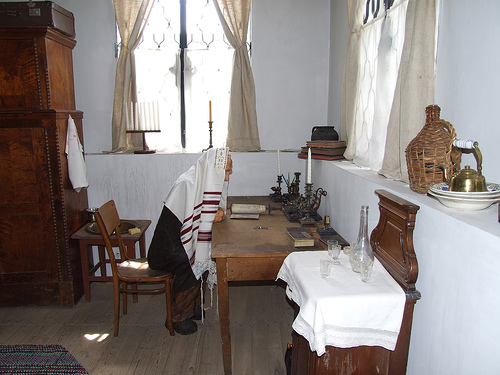
Комната меламеда

## Демография и экономика
Рождаемость превышает смертность (101/100). На 2002 год средний доход горожанина 1376,20 zł. Безработица составляет на июнь 2005 24,7 %.

## Известные жители и уроженцы
- Масловский, Станислав (1853—1929) — польский художник-реалист.